# Карбонат кальция
Карбона́т ка́льция (углеки́слый кальций) — неорганическое химическое соединение, соль угольной кислоты и кальция. Химическая формула {\displaystyle {\mathsf {CaCO_{3}}}}.
В природе встречается в виде многочисленных минералов, например, кальцита, арагонита и ватерита, является главной составной частью известняка, мрамора, мела, входит в состав скорлупы яиц птиц и пресмыкающихся, а также в состав раковин моллюсков и некоторых других беспозвоночных.
Нерастворим в воде и этаноле. Зарегистрирован как белый пищевой краситель (E170).

## Применение
Используется как белый пищевой краситель Е170. Являясь основой мела, используется для письма на досках. Используется в быту для побелки потолков, покраски стволов деревьев, для подщелачивания почвы в садоводстве.

### Массовое производство/использование

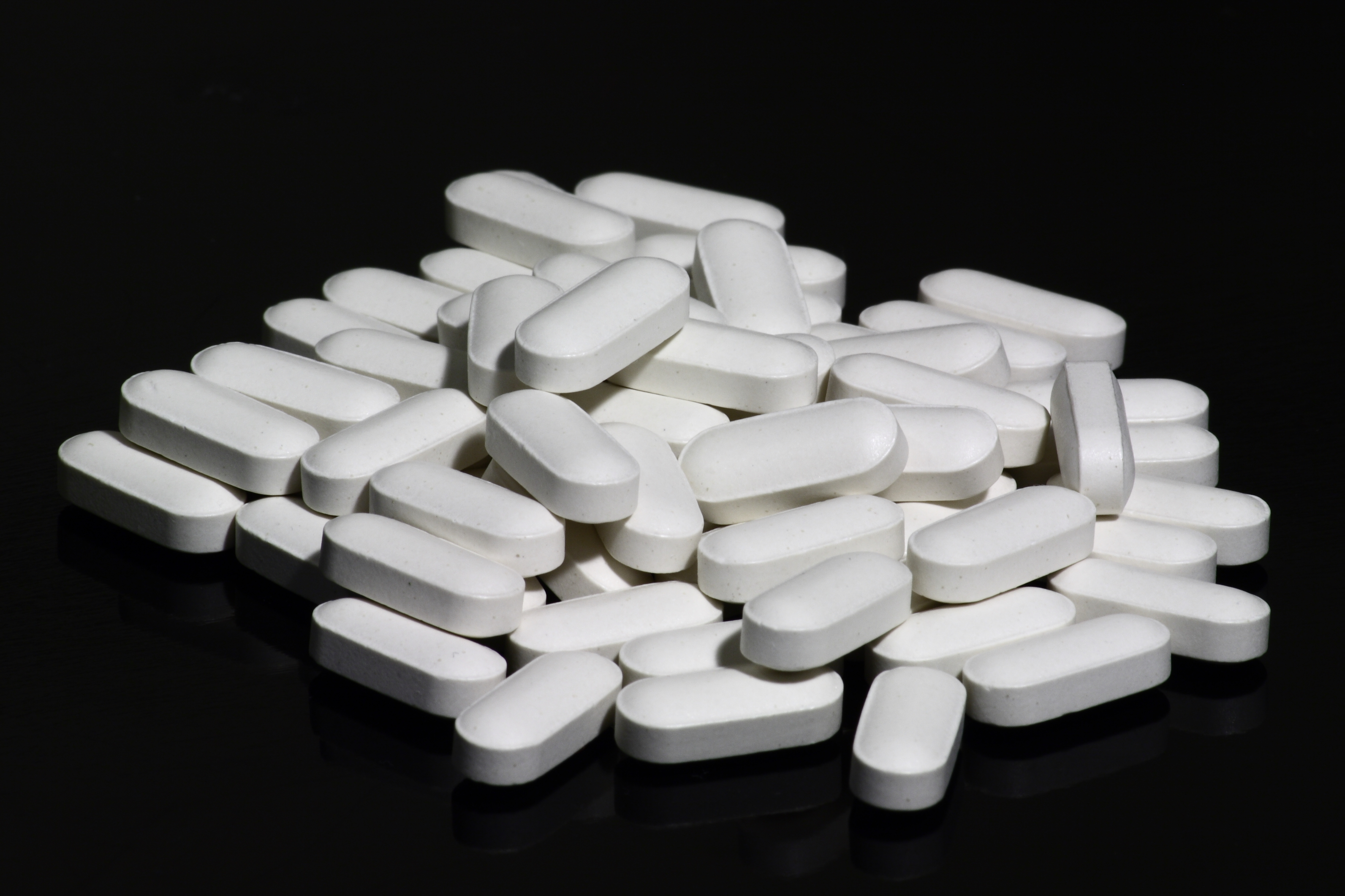
Таблетки из карбоната кальция

Очищенный от примесей, карбонат кальция широко используется в бумажной и пищевой промышленности, в качестве наполнителя при производстве пластмасс, красок, резины, продукции бытовой химии, в строительстве. 
При производстве бумаги карбонат кальция применяют одновременно в качестве отбеливателя, наполнителя, а также раскислителя.
Используется при производстве силикатного стекла, — материала для производства оконного стекла, стеклянных бутылок, стекловолокна.
Применяется при производстве предметов гигиены (например, зубной пасты), в медицине.
В пищевой промышленности часто используется в качестве препарата препятствующего слёживанию и для препятствования слипания в комки сухих молочных продуктов.
При употреблении сверх рекомендованной дозы (1,5 г в день) может вызывать молочно-щелочной синдром (синдром Бернетта). Рекомендован при болезнях костных тканей.
Производители пластмассы — одни из основных потребителей чистого карбоната кальция (более 50% всего потребления). Используемый в качестве наполнителя и пигмента, карбонат кальция необходим при производстве поливинилхлорида (PVC), полиэфирных волокон (кримплен, лавсан, и т. п.), полиолефинов. Изделия из данных видов пластмасс распространены повсеместно — это трубы, сантехника, кафельная плитка, черепица, линолеум, ковровые покрытия, и т.п. Карбонат кальция составляет порядка 20% красящего пигмента, используемого при производстве красок.

### В строительстве
Строительство — ещё один из основных потребителей карбоната кальция. Например, в качестве наполнителя шпаклёвок и герметиков.
Также карбонат кальция является важным составным элементом при производстве продукции бытовой химии — средств для чистки сантехники, кремов для обуви.
Карбонат кальция широко применяется для раскисления кислых почв.

## Нахождение в природе

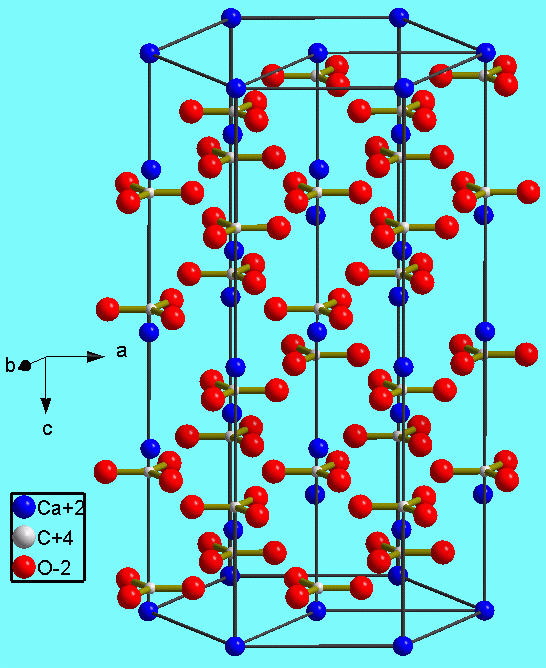
Кристаллическая структура кальцита

Очень распространённое в природе вещество. Карбонат кальция находится в минералах в виде полиморфов:
- Арагонит

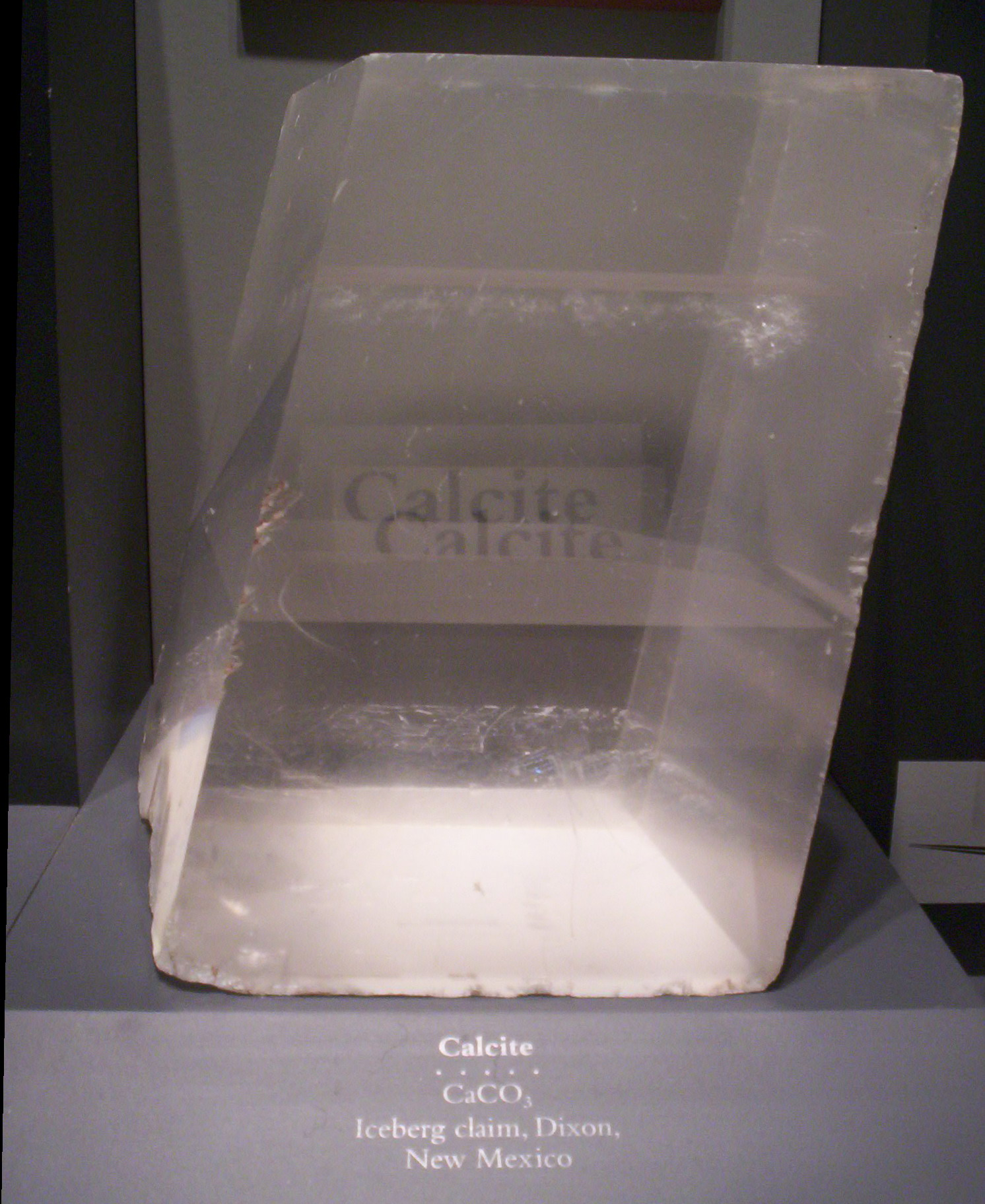
Кальцит
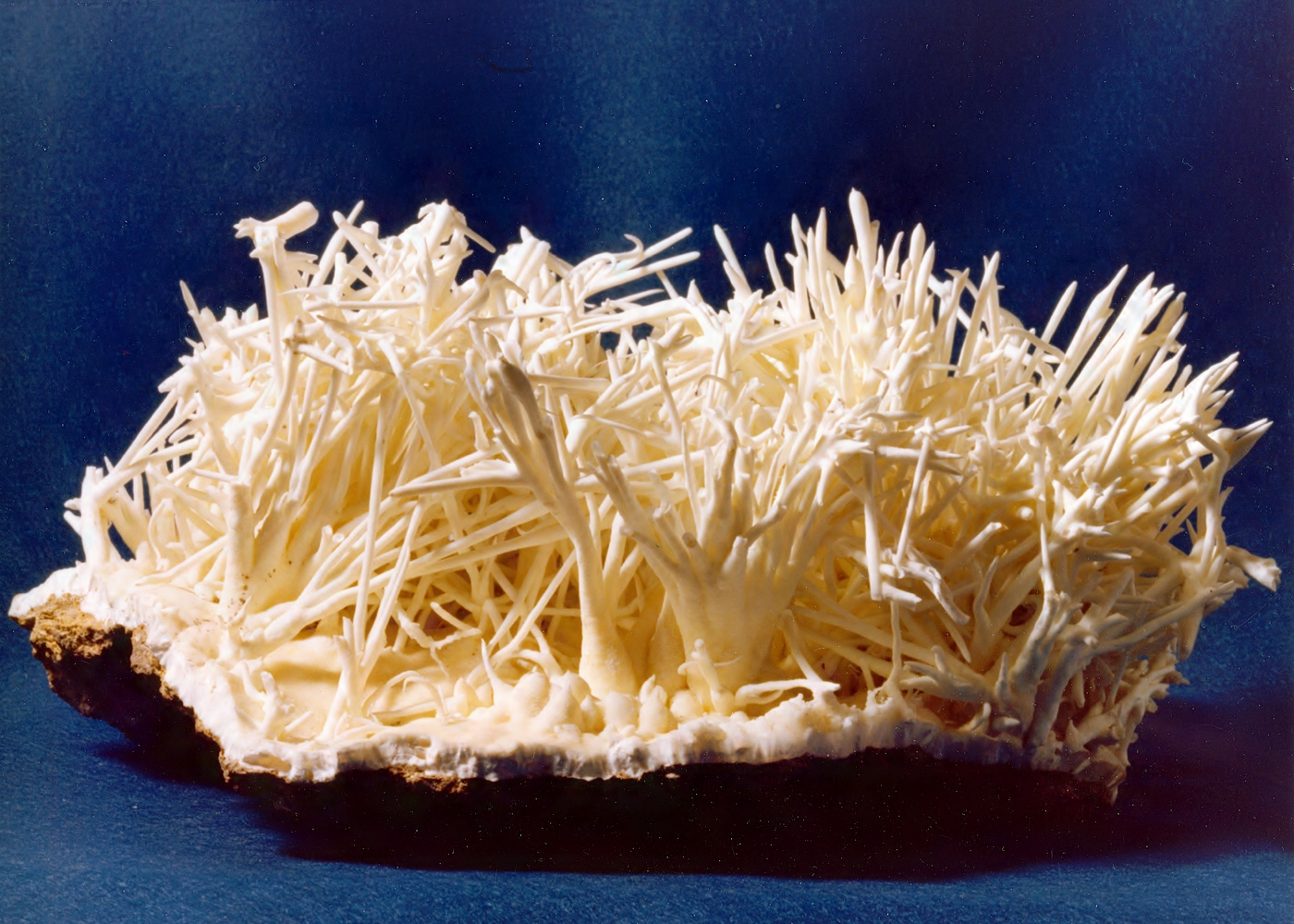
Арагонит
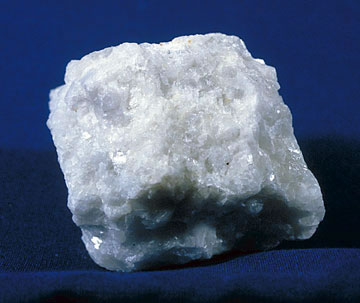
Мрамор
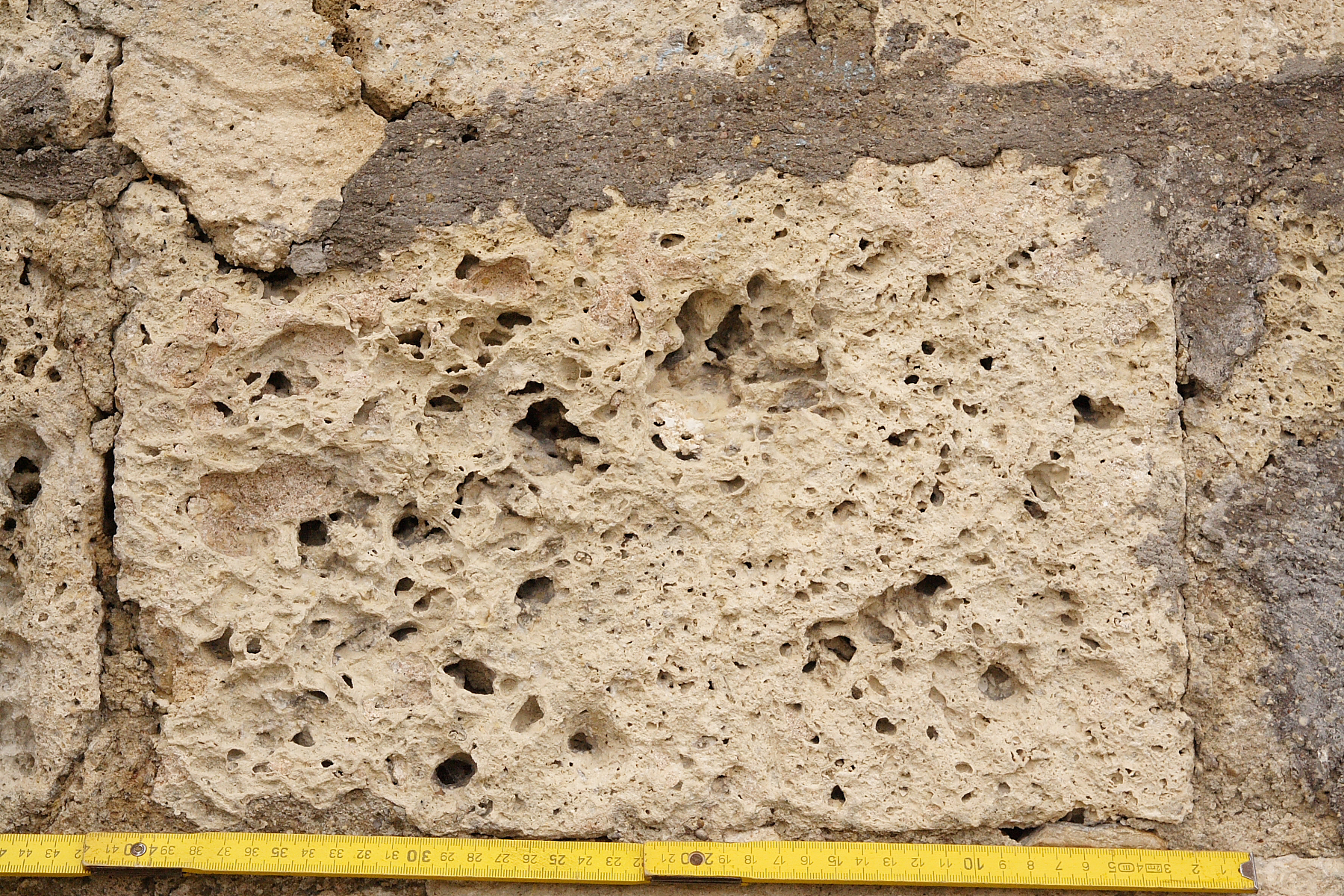
Травертин

- Фатерит (или μ-CaCO3)

Тригональная кристаллическая структура кальцита является наиболее распространённой.
Минералы карбоната кальция находятся в следующих горных породах:
- Мел
- Известняк
- Мрамор
- Травертин
- Доломит

- Кальцит
- Арагонит
- Мрамор
- Травертин

## Геология
Залежи карбоната кальция в виде известняковых и меловых пластов — распространённое явление в земной коре. Они имеют органическое, реже хемогенное происхождение.
Органическое происхождение связано отложениями останков древних морских организмов: зоопланктона, моллюсков, кораллов и др., в основном, в меловой период.
Такие горные породы как известняк, мел, мрамор, травертин и другие известковые туфы практически полностью состоят из карбоната кальция с различными примесями.
В природе встречаются три кристаллические модификации карбоната кальция (минералы с одинаковым химическим составом, но с различной кристаллической структурой): кальцит, арагонит и фатерит (ватерит).
Кальцит является наиболее устойчивой и распространённой кристаллической модификацией карбоната кальция. Около 10 % всех осадочных пород составляют известняки, сложенные кальцитовыми останками раковин простейших морских организмов.
Арагонит является второй по устойчивости и распространённости кристаллической модификацией CaCO3. В основном формируется в раковинах моллюсков и скелетах кораллов. Также арагонит может образовываться при неорганических процессах (хемогенное происхождение), например, в карстовых пещерах или гидротермальных источниках в результате химического осаждения из водных растворов или при испарении воды.
Фатерит является наименее стабильной разновидностью карбоната кальция и очень быстро превращается в воде либо в кальцит, либо в арагонит. В природе встречается относительно редко, когда его кристаллическая структура стабилизирована теми или иными примесями.

## Получение
Подавляющее количество карбоната кальция, добывающееся из полезных ископаемых, используется в промышленности. Чистый карбонат кальция (например, для производства продуктов питания или использования в фармацевтических целях), может быть изготовлен из природного минерала с малым количеством вредных примесей, например, из мрамора.
В лаборатории карбонат кальция может быть приготовлен предварительным гашением оксида кальция — негашёной извести. При этом образуется гидроксид кальция, и затем в суспензию продувается углекислый газ для получения карбоната кальция:
{\displaystyle {\mathsf {CaO+H_{2}O\longrightarrow Ca(OH)_{2}}},}
{\displaystyle {\mathsf {Ca(OH)_{2}+CO_{2}\longrightarrow CaCO_{3}\downarrow +H_{2}O}}.}

## Химические свойства
При нагревании до 900—1000 °C разлагается на кислотный оксид — углекислый газ CO2 и основный оксид — негашёную известь CaO:
{\displaystyle {\mathsf {CaCO_{3}\longrightarrow CaO+CO_{2}\uparrow }}.}
Растворяется в воде при избытке углекислого газа, образуя кислую соль — гидрокарбонат кальция Ca(HCO3)2:
{\displaystyle {\mathsf {CaCO_{3}+CO_{2}+H_{2}O\longrightarrow Ca(HCO_{3})_{2}}}.}.
Из-за этой реакции образуются сталактиты, сталагмиты. Природные подземные воды, обильные углекислом газом, растворяют плохо растворимый карбонат кальция с образованием много лучше растворимого в воде гидрокарбоната кальция, при выделении подземной воды в виде капель с потолков пещер при попадании в воздух с низкой концентрацией углекислого газа происходит обратная реакция превращения гидрокарбоната кальция в плохо растворимый осадок карбоната кальция, образующего красивые природные формы в пещерах, и из-за этого же механизма образуются карстовые пещеры.
При обжиге с температурой свыше 1500 °C с углеродом, например, в форме кокса, образует карбид кальция и угарный газ:
{\displaystyle {\mathsf {CaCO_{3}+4C\longrightarrow CaC_{2}+3CO\uparrow }}}.
Реагирует с сильными кислотами с вытеснением угольной кислоты, которая тут же разлагается на воду и углекислый газ:
{\displaystyle {\mathsf {CaCO_{3}+2HCl\rightarrow CaCl_{2}+CO_{2}\uparrow +H_{2}O}}.}
Данная реакция используется для лабораторного получения углекислого газа в аппарате Киппа.

## Безопасность
Карбонат кальция считается нетоксичным веществом. ПДК 180 мг/дм³ (в воде, с обязательным контролем по ионам кальция). 
ЛД50 на крысах около 6400 мг/кг.
Одобрен Объединённым экспертным комитетом ФАО/ВОЗ по пищевым добавкам (JECFA) в качестве пищевой добавки в 1965 году. Имеет номер E170 и номер INS 170. Используется в качестве регулятора кислотности, антислеживателя, стабилизатора или пищевого красителя и одобрен для использования в Европейском союзе, США, Австралии и Новой Зеландии. Он «по закону добавляется ко всей муке грубого помола в Великобритании, кроме цельнозерновой». Он используется в некоторых продуктах из соевого молока и миндального молока в качестве источника диетического кальция; по крайней мере, одно исследование предполагает, что карбонат кальция может быть таким же биодоступным, как кальций в коровьем молоке. Карбонат кальция также используется в качестве укрепляющего агента во многих консервированных и бутилированных овощных продуктах.